# Ao Vivo em Israel
Da Eternidade - Ao Vivo em Israel (ou apenas Ao Vivo em Israel) é um álbum ao vivo da cantora brasileira Fernanda Brum, lançado em outubro de 2016 pela gravadora MK Music.
Com produção musical de Emerson Pinheiro, a obra concentra músicas do álbum Da Eternidade (2015) e inclui, também, "Via Dolorosa", versão de Waldenir Carvalho e "Paz pra Jerusalém", do álbum Profetizando às Nações (2006). A cantora Elaine de Jesus participa na música "Minha Oferta".
Foi indicado ao Grammy Latino 2017 na categoria "Melhor Álbum de Música Cristã em Língua Portuguesa".
| Críticas profissionais | Críticas profissionais |
| Avaliações da crítica  | Avaliações da crítica  |
| Fonte                  | Avaliação              |
| ---------------------- | ---------------------- |
| Super Gospel           | [ 3 ]                  |

## Faixas
1. "Abertura"
2. "Efésios"
3. "Som do Meu Amado"
4. "Troféu"
5. "Suas Digitais"
6. "Da Eternidade"
7. "Minha Oferta"
8. "Deus Está Me Construindo"
9. "Faz Brilhar"
10. "O Que Sua Glória Fez Comigo"
11. "Paz pra Jerusalém"
12. "Santo (Holy)"
13. "Em Tua Presença (In Your Presence)"
14. "Pai dos Órfãos (Fether Of The Fatherless)"
15. "Via Dolorosa"
16. "Alguém Vai Me Ouvir"

## Prêmios e indicações
Grammy Latino
| Ano  | Categoria                                                          | Trabalho          | Resultado |
| ---- | ------------------------------------------------------------------ | ----------------- | --------- |
| 2017 | Grammy Latino de Melhor Álbum de Música Cristã (língua portuguesa) | Ao Vivo em Israel | Indicado  |

## Ficha técnica
- Fernanda Brum - vocais
- Emerson Pinheiro - produção musical, teclado